# Цар Симеон (улица в София)
„Цар Симеон“ е централна улица в София с дължина от 4 km. Носи името на великия български цар Симеон I.
Простира се между бул. „Васил Левски“ на изток и пл. „Преображение“ в жк „Илинден“, район „Илинден“ на запад.

## Обекти
На ул. „Цар Симеон“ или в нейния район се намират следните обекти (от изток на запад):
- 104 ЦДГ „Моят свят“
- Министерство на регионалното развитие и благоустройство
- Храм „Св. Параскева“
- Областен диспансер за психични заболявания
- Читалище „Ц. Церковски“
- Посолство на Естония
- Посолство на Ирландия
- Посолство на Финландия
- Посолство на Норвегия
- Посолство на Южна Африка
- Дом на киното
- ДА по енергийна ефективност
- Министерство на околната среда и водите
- 46 ОУ „К. Фотинов“
- Бюро по труда – Възраждане
- Читалище
- РИОКОЗ – лабораторна база
- 53 ЦДГ „Св. Троица“
- Общинска градина „Св. Троица“
- 51 ОДЗ „Щурче“
- пл. „Преображение“
- 3 СОУ „Марин Дринов“
- ПГ по хранително-вкусови технологии „проф. Д-р Г. Павлов“
- ПГ по транспорт и енергетика „Хенри Форд“
- НПГ по прецизна техника и оптика „М. В. Ломоносов“ – корпус 2